# Balmhorn
Balmhorn är ett berg i Schweiz. Det ligger i distriktet Leuk och kantonen Valais, i den södra delen av landet. Toppen på Balmhorn är 3 699 meter över havet.
Terrängen runt Balmhorn är huvudsakligen bergig. Balmhorn är den högsta punkten i en region med 10 km radie.
Trakten runt Balmhorn består i huvudsak av kala bergstoppar och gräsmarker.